# Dionísio, o Exíguo
Dionísio Exíguo (em latim: Dionysius Exiguus; Cítia Menor, c. 470 – c. 544), também conhecido por Dionísio, o Exíguo (ou seja, Dionísio, o Menor, significando o Humilde), foi um monge do século VI, nascido na Cítia Menor, no que é actualmente a região de Dobruja, Roménia, membro da chamada comunidade dos monges da Cítia em Roma, versado em matemática e em astronomia, que se celebrizou pela criação de um conjunto de tabelas para calcular a data da Páscoa, levando à introdução do conceito de anno Domini, o ano do Senhor, a contagem dos anos a partir do nascimento de Cristo, ainda em uso e às vezes referida de forma secularizante como Era Comum ou ainda como Era Cristã. Vivendo em Roma desde cerca do ano 500, era um dos sábios da Cúria Vaticana, na qual traduziu da língua grega para a latina 401 cânones eclesiásticos, incluindo os cânones apostólicos e os decretos do Primeiro Concílio de Niceia, do Primeiro Concílio de Constantinopla, dos Concílio de Calcedónia e do Concílio de Sardes.
Também se lhe deve uma tradução para o latim de uma colecção de decretos papais (decretos apostólicos) referentes aos pontificados desde o papa Sirício até ao papa Anastácio II. Aquelas traduções foram muito influentes na estruturação doutrinária das igrejas ocidentais, mantendo-se na actualidade em uso alguns dos respectivos cânones.
Dionísio o Exíguo também escreveu um tratado de Matemática elementar. O venerável Beda intitula-o de abade, mas o seu amigo Cassiodoro, na sua obra Institutiones, refere-o como um simples monge.

## Determinação doanno Domini
Os cálculos que levaram ao calendário cristão, baseado na data do nascimento de Jesus Cristo, foram realizados por Dionísio Exíguo no ano 532, na época denominado ano 284 da Era Diocleciana. Exíguo não queria usar um calendário cujo nome se referia a um tirano e perseguidor de cristãos e resolveu datar os eventos a partir do nascimento de Jesus.
Como os romanos datavam os eventos a partir da fundação de Roma (Ab Urbe Condita), Exíguo determinou a data de nascimento de Jesus neste calendário. A partir de Lucas 3:23, se Jesus tinha cerca 30 anos no décimo-quinto ano do reinado de Tibério em Roma, e se Tibério sucedeu Augusto em 19 de agosto de 767 A.U.C., logo, conjecturou-se que Jesus nasceu no ano 753 A.U.C. Porém, este fato está em desacordo com Mateus 2:1, pois Jesus teria nascido antes da morte de Herodes, em 749 A.U.C. A solução é que Tibério iniciou seu reinado como colega de Augusto, quatro anos antes da morte deste. Assim, o décimo-quinto ano de Tibério, citado por Lucas, ocorreu quatro anos antes da suposta data proposta por Exíguo.